# Amblydisca major
Amblydisca major är en insektsart som beskrevs av Young 1968. Amblydisca major ingår i släktet Amblydisca och familjen dvärgstritar. Inga underarter finns listade i Catalogue of Life.